# I Wonder (пісня Келлі Піклер)
«I Wonder»  — другий сингл першого альбому американської кантрі співачки Келлі Піклер — «Small Town Girl». В США вийшов 5 лютого 2007. На «Billboard» «Hot 100» пісня посіла 75 місце, а на «Billboard» «Hot Country Songs» — 14 місце.
Келлі писала цю пісню під враженням свого дитинства.

## Список пісень
| #  | Назва      | Тривалість |
| -- | ---------- | ---------- |
| 1. | «I Wonder» | 3:58       |

## Музичне відео
Зйомки проходили 15 березня 2007 на Ryman Auditorium в Нашвіллі. Прем'єра відбулась 30 березня 2007.

## Чарти
| Чарт (2007)                      | Місце |
| -------------------------------- | ----- |
| U.S. Billboard Hot Country Songs | 14    |
| U.S. Billboard Hot 100           | 75    |